# Diocesi di Rusubisir
La diocesi di Rusubisir (in latino Dioecesis Rusubisiritana) è una sede soppressa e sede titolare della Chiesa cattolica.

## Storia
Rusubisir, nel territorio di Tiza nell'odierna Algeria, è un'antica sede episcopale della provincia romana della Mauritania Cesariense.
Unico vescovo conosciuto di questa diocesi africana è Felice, il cui nome appare al 22º posto nella lista dei vescovi della Mauritania Cesariense convocati a Cartagine dal re vandalo Unerico nel 484; Felice, come tutti gli altri vescovi cattolici africani, fu condannato all'esilio.
Dal 1933 Rusubisir è annoverata tra le sedi vescovili titolari della Chiesa cattolica; dal 18 giugno 2020 il vescovo titolare è Juan Alberto Ayala Ramírez, vescovo ausiliare di San Cristóbal de Venezuela.

## Cronotassi

### Vescovi residenti
- Felice † (menzionato nel 484)

### Vescovi titolari
- Léon Théobald Delaere, O.F.M.Cap. † (3 agosto 1967 - 14 settembre 1976 dimesso)
- Theodore Edgar McCarrick † (24 maggio 1977 - 19 novembre 1981 nominato vescovo di Metuchen)
- Ivan Dias † (8 maggio 1982 - 8 novembre 1996 nominato arcivescovo di Bombay)
- Daniel Caro Borda (21 luglio 2000 - 6 agosto 2003 nominato vescovo di Soacha)
- Martin David Holley (18 maggio 2004 - 23 agosto 2016 nominato vescovo di Memphis)
- Mark Edward Brennan (5 dicembre 2016 - 23 luglio 2019 nominato vescovo di Wheeling-Charleston)
- Juan Alberto Ayala Ramírez, dal 18 giugno 2020